# Francisco Antonio de Lorenzana y Butrón
Pour les articles homonymes, voir Lorenzana.
Francisco Antonio de Lorenzana y Butrón, né le 22 septembre 1722 à León et mort le 14 avril 1804 à Tolède, est un cardinal espagnol du XVIIIe siècle. 

## Biographie
Après des études à Salamanque et Oviedo, il est nommé évêque de Plasencia le 5 juin 1765, puis archevêque de Mexico le 14 avril 1766 et enfin archevêque de Tolède le 27 janvier 1771.
Il est créé cardinal par le pape Pie VI lors du consistoire du 9 mars 1789 avec le titre de cardinal-prêtre des Saints-Apôtres (Ss. XII Apostoli).
Il prend sa retraite le 15 décembre 1800 et meurt le 14 avril 1804 à Tolède.
Il est l'oncle de l'homme politique et diplomate Eusebio Bardají Azara (1776-1842).

## Œuvres principales
- Cartas, edictos y otras obras sueltas del excelentisimo señor Don Francisco Antonio Lorenzana. ; Toledo : Por Nicolas de Almanzano, 1786. (OCLC 55256106)
- Breviarium gothicum secundum regulam beatissimi Isidori archiepiscopi hispalensis ; Matriti : apud Joachimum Ibarra, 1775. (OCLC 9505389)
- Historia de Nueva-España ; Mexico : Impr. del Superior Gobierno del Br. D. Joseph Antonio de Hogal, 1770. (OCLC 3054950)